# John Harold Clapham
Sir John Harold Clapham, CBE, FBA (13. september 1873 – 29. marts 1946) var en britisk økonomihistoriker.
Han blev uddannet på The Leys School i Cambridge og King's College i Cambridge. Fra 1889 til 1902 var han lektor i historie og økonomi ved Leeds University, hvor han senere fra 1902 til 1908 agerede som økonomiprofessor. Han var fra 1928 til 1938 den første professor i økonomisk historie ved Cambridge University, og fra 1933 til 1943 vicerektor ved King's College ved hvilken lejlighed, han blev slået til ridder.
Han udgav mellem 1926 og 1938 i tre bind værket An Economic History of Modern Britain. Han har modtaget anerkendelse for sit studie af den industrielle revolution i England og for at beskrive kooperativer i begyndelsen af revolutionen. Han huskes også for sit værk fra 1944 kaldet The Bank of England, A History. Han var desuden at finde blandt grundlæggerne af Cambridge Historical Journal.
Blandt hans elever var den walisiske økonomihistoriker Sir John Habakkuk. Et af Claphams mere bemærkelsesværdige citater er: "Økonomiske fremskridt er ikke det samme som menneskelige fremskridt".
Claphams søn var trykkeren og industrimanden Sir Michael Clapham.